# Bukin
Bukin (srp.: Младеново, mađ.:Dunabökény, njem Bukin) je selo u Bačkoj, u autonomnoj pokrajini Vojvodini, Srbija.

## Povijest
Osnovao ga je mađarski kralj Bela IV. u 13. stoljeću.
Za vrijeme nadbiskupa Ferenca Klobusitzkog (1751. – 1760.), Bukin je dobio svoju vlastitu župu, koja je bila dijelom Subotičke biskupije.
Selo je dvaput teško poplavilo: 1750. i 1810., onesposobivši sve stambene i gospodarske objekte za daljnju uporabu, prisilivši ljude na ponovnu izgradnju sela kilometar i pol prema sjeveru od izvornog mjesta.
Starinom je Bukin bilo selo šokačkih Hrvata. Već krajem 18. st. je počelo doseljavanje Nijemaca u Bukin, tako da su ekonomski potisnuli šokačke starosjeditelje. Imovina je sve više dolazila u ruke doseljenih Nijemaca. Do 20. st. je selo bilo 80% ponijemčeno, a starosjediteljski šokački Hrvati su se raselili na sve strane. Rashrvaćenju Bukina su 1900. pridonijele i ugarske vlasti, koje su promijenile staro ime i dale mu ime Dunabokeny. Gospodarski je Bukin je bio napredno selo. Već 1912. je postao samostalnom općinom. Selo je poslije mijenjalo ime više puta, kako se mijenjala vlast: 1918. ulaskom u Kraljevinu SHS je opet ostalo Bukin, a mađarskom okupacijom 1941. je vraćeno Dunabokeny, a novo preimenovanje je uslijedilo 1945., nakon drugog svjetskog rata, u kolonizaciji Vojvodine 1945. – 1948., organizirano je doseljeno u Bukin stanovništvo iz Bugojna, Glamoča, Prozora, Kupresa, Livna i Bosanske Krupe, a preimenovano je u "Mladenovo", po kasnijem nositelju naslova "narodni heroj" Mladenu Stojanoviću. Krajem rata su mjesni Nijemci otišli iz Bukina, što protjerivanjem, što tako što su pobjegli pred Sovjetima i partizanskom vlašću. Mjesna zajednica šokačkih Hrvata je i nakon odlaska Nijemaca ostala pod njemačkim utjecajem, jer su brojni bili i bračno povezani s njima.

## Zemljopisni položaj
Nalazi se na 45°18' sjeverne zemljopisne širine i 19°16' istočne zemljopisne dužine.

## Upravna organizacija
Nalazi se u općini Bačka Palanka, u južnobačkom okrugu.

## Stanovništvo
Danas u selu živi 3358 stanovnika. Selo ima apsolutnu srpsku većinu.
Narodnosni sastav 1991.:
- Srbi = 3112
- Jugoslaveni = 162
- Mađari = 19
- Hrvati = 19
- ostali (Slovaci, Nijemci...) = 35

Narodnosni sastav 2002.:
- Srbi = 3171
- Jugoslaveni = 63
- Hrvati = 20
- Mađari = 16
- ostali

### Povijesna naseljenost
- 1961.: 5080
- 1971.: 4125
- 1981.: 3380
- 1991.: 3363

## Poznati stanovnici
- Josip Andrić (1894. – 1967.), hrvatski književnik, skladatelj i muzikolog
- Pavao Sučić (1767. – 1834.), hrv. svećenik

## Galerija
- Katolička crkva sv. Ivana Krstitelja.
- Zvonik kat. crkve
- Katolička crkva, iz drugog kuta.

## Vanjske poveznice
- Bukin  Arhivirana inačica izvorne stranice od 30. rujna 2007. (Wayback Machine) na fallingrain.com
- Donauschwaben Heimatbuecher M
- Radio-Subotica Susret tuzlanskih i bačkih Hrvata, potomaka nekada zajedničkih predaka iz Bosne